# Saccostrea glomerata
Saccostrea glomerata is een tweekleppigensoort uit de familie van de Ostreidae. De wetenschappelijke naam van de soort is voor het eerst geldig gepubliceerd in 1850 door Gould.